# Chu Nãi Tường
Chu Nãi Tường (hay Chu Ái Tường, tiếng Trung giản thể: 周乃翔, bính âm Hán ngữ: Zhōu Nǎi Xiáng, sinh tháng 12 năm 1961, người Hán) là chuyên gia kiến trúc và xây dựng, chính trị gia nước Cộng hòa Nhân dân Trung Hoa. Ông là Ủy viên Ủy ban Trung ương Đảng Cộng sản Trung Quốc khóa XX, Ủy viên dự khuyết khóa XIX, hiện là Phó Bí thư Tỉnh ủy, Bí thư Đảng tổ, Tỉnh trưởng Chính phủ Nhân dân tỉnh Sơn Đông. Ông nguyên là Bí thư Đảng ủy, Chủ tịch Tập đoàn Kiến trúc Trung Quốc (CSCEC) kiêm Chủ tịch Công ty cổ phần Kiến trúc Trung Quốc; Thường vụ Tỉnh ủy Giang Tô, Bí thư Thị ủy Tô Châu, tỉnh Giang Tô.
Chu Nãi Tường là Đảng viên Đảng Cộng sản Trung Quốc, học vị Cử nhân Xây dựng công nghiệp và dân dụng, Thạc sĩ Kinh tế và Quản lý, học hàm Cao cấp công trình sư. Ông từng lãnh đạo ngành kiến trúc Trung Quốc, đưa CSCEC lên vị trí hạng 13 của Fortune Global 500, cũng như điều hành xây dựng các công trình phục vụ chống dịch COVID-19 tại Trung Quốc như hệ thống bệnh viện dã chiến của Trung Quốc.

## Xuất thân và giáo dục
Chu Nãi Tường sinh tháng 12 năm 1961 tại huyện Nghi Hưng, nay là thành phố cấp huyện Nghi Hưng, thuộc địa cấp thị Vô Tích, tỉnh Giang Tô, Cộng hòa Nhân dân Trung Hoa. Ông lớn lên và tốt nghiệp phổ thông ở địa phương. Tháng 2 năm 1979, ông tới thủ phủ Nam Kinh, nhập học Học viện Kiến trúc công trình Nam Kinh (南京建筑工程学院, nay là Đại học Công nghệ Nam Kinh), học tại Khoa Kỹ thuật xây dựng, tốt nghiệp Cử nhân chuyên ngành Xây dựng công nghiệp và dân dụng vào tháng 2 năm 1982. Tháng 12 năm 1987, ông được kết nạp Đảng Cộng sản Trung Quốc. Tháng 9 năm 1995, ông theo học cao học nâng cao trình độ chuyên ngành kinh tế công nghệ và quản lý hành chính tại Đại học Đông Nam, nhận bằng Thạc sĩ Kinh tế và Quản lý vào tháng 7 năm 1997. Từ tháng 9 đến tháng 12 năm 1998, ông tham gia lớp Nghiên cứu Kinh tế tài năng quản lý cấp cao của tỉnh Giang Tô và sang Hoa Kỳ đào tạo. Trong quá trình công tác và nghiên cứu, ông trở thành Cao cấp công trình sư, cấp phó giáo sư. Bên cạnh đó, từ tháng 9 năm 2001 đến tháng 12 năm 2012, ông tham gia khóa nghiên cứu vừa làm vừa học ngành Kinh tế chính trị tại Trường Đảng Tỉnh ủy Giang Tô.

## Sự nghiệp

### Các giai đoạn

#### Doanh nghiệp ban đầu
Tháng 2 năm 1982, sau khi tốt nghiệp đại học, Chu Nãi Tường bắt đầu sự nghiệp của mình khi được tuyển dụng vào Công ty Công trình kiến trúc Giang Tô, một doanh nghiệp nhà nước của tỉnh Giang Tô. Ban đầu ông là Công nhân xây dựng của Đội 1, Phòng II của công ty. Tháng 12 năm 1984, ông được chuyển sang làm Kỹ thuật viên và Phiên dịch viên của công ty, rồi được điều sang Bagdad, Iraq công tác với vai trò này từ tháng 1 năm 1985 đến hết năm 1986. Tháng 12 năm 1986, ông trở về Giang Tô, làm Phó Trưởng ban Kỹ thuật, Phòng II của Công ty Công trình kiến trúc Giang Tô. Ông được thăng chức thành Phó Chủ nhiệm Phòng II của công ty từ tháng 3 năm 1991, và là Phó Giám đốc công ty từ tháng 4 năm 1994.
Tháng 3 năm 1995, Chu Nãi Tường được điều sang cơ quan nhà nước, nhậm chức Phó Trưởng phòng Quản lý xây dựng của Văn phòng Chính phủ Nhân dân tỉnh Giang Tô thường trú tại Thượng Hải, cấp phó xứ, huyện. Đến tháng 3 năm 1996, ông là Giám đốc Chi nhánh Thượng Hải của Tổng Công ty Công trình kiến trúc Giang Tô khi công ty này được nâng lên thành tổng công ty. Tháng 8 cùng năm, ông trở về Giang Tô, và là Giám đốc Vận hành kinh doanh của Tổng Công ty. Ông cũng kiêm nhiệm là Trợ lý Tổng Giám đốc từ tháng 3 năm 1997. Tháng 9 năm 1998, ông được bổ nhiệm làm Phó Tổng giám đốc của Tổng Công ty. Tổng Công ty này được cải tổ, nâng cấp trở thành Tập đoàn Kiến trúc Giang Tô (JPCEC) và ông là Phó Tổng giám đốc của tập đoàn này.

#### Giang Tô
Tháng 7 năm 2003, sau hơn 20 năm ở công ty kiến trúc, Chu Nãi Tường được điều chuyển sang vị trí mới ở địa cấp thị Thái Châu, Giang Tô, bổ nhiệm làm Phó Thị trưởng Chính phủ Nhân dân địa cấp thị Thái Châu. Tháng 9 năm 2006, ông được bầu vào Ban Thường vụ Thị ủy Thái Châu, là Phó Thị trường thường trực Thái Châu. Tháng 3 năm 2008, ông được bổ nhiệm làm Bí thư Đảng tổ, Cục trưởng Cục Du lịch, Chính phủ Giang Tô. Tháng 7 năm 2010, ông chuyển sang làm Bí thư Đảng tổ, Phó Sảnh trưởng Sảnh Nhà ở và Kiến thiết thành thị, nông thôn tỉnh Giang Tô. Tháng 2 năm 2012, ông được Tỉnh ủy Giang Tô điều về địa cấp thị Tô Châu, nhậm chức Phó Bí thư Thị ủy rồi được bầu làm Tỉnh trưởng Chính phủ Nhân dân địa cấp thị Tô Châu. Ông là lãnh đạo hành pháp Tô Châu cho đến cuối năm 2015 cho đến khi được bổ nhiệm làm Bí thư Thị ủy Tô Châu, lãnh đạo toàn diện thành phố cấp địa này vào tháng 1 năm 2016. Tháng 11 năm 2016, ông được bầu vào Ban Thường vụ Tỉnh ủy Giang Tô, tiếp tục là Bí thư Thị ủy Tô Châu cấp phó tỉnh, bộ cho đến năm 2019. Tháng 10 năm 2017, ông tham gia đại hội đại biểu toàn quốc, được bầu làm Ủy viên dự khuyết Ủy ban Trung ương Đảng Cộng sản Trung Quốc khóa XIX tại Đại hội Đảng Cộng sản Trung Quốc lần thứ 19.

#### Tập đoàn CSCEC
Tháng 8 năm 2019, Chu Nãi Tường được trung ương điều động sang làm Bí thư Đảng tổ Công ty trách nhiệm hữu hạn Tập đoàn Kiến trúc Trung Quốc (中国建筑集团有限公司, tức Tập đoàn Kiến trúc Trung Quốc). Tháng 9 cùng năm, Tổng lý Quốc vụ viện Lý Khắc Cường bổ nhiệm ông làm Chủ tịch Tập đoàn Kiến trúc Trung Quốc (CSCEC). Tháng 10 năm 2019, ông cũng kiêm nhiệm vị trí Chủ tịch Công ty cổ phần Kiến trúc Trung Quốc, tức lãnh đạo nhóm doanh nghiệp nhà nước phụ trách lĩnh vực kiến trúc và xây dựng. Ông giữ cương vị này từ 2019 đến 2021. Tổng tài sản của Tập đoàn CSCEC giai đoạn này lần lượt là 2.034 tỷ tệ (2019), và 2.192 tỷ tệ (2020) tương đương 330 tỷ USD. CSCEC trong thời kỳ của ông tiếp tục được tạp chí Fortune xếp hạng là doanh nghiệp lĩnh vực xây dựng lớn nhất thế giới, thăng hạng Fortune Global 500 lần lượt là hạng 21 năm 2019, hạng 18 năm 2020 và hạng 13 thế giới đầu năm 2021, với doanh thu đạt 234 tỷ USD, tăng 13,9%. Cũng trong giai đoạn này, CSCEC hoàn thiện xây dựng một số công trình lớn như Sân bay quốc tế Đại Hưng Bắc Kinh, đấu thầu Tháp Doha, Tesla Thượng Hải. Ngoài ra, CSCEC tham gia chống đại dịch COVID-19 ở Trung Quốc với việc xây dựng 119 bệnh viện dã chiến, nổi tiếng với việc xây dựng bệnh viện dã chiến thời kỳ ban đầu của đại dịch ở Vũ Hán với 1.000 giường bệnh và 30 đơn vị chăm sóc đặc biệt trong vòng chưa đầy 10 ngày vào tháng 2 năm 2020, khi COVID-19 lần đầu tiên lan rộng trong thành phố.

### Sơn Đông
Tháng 9 năm 2021, Bộ Tổ chức, Ban Bí thư Trung ương Đảng họp bàn và điều động Chu Nãi Tường tới tỉnh Sơn Đông, vào Ban Thường vụ Tỉnh ủy Sơn Đông. Ngày 30 tháng 9 năm 2021, Ban Thường vụ Tỉnh ủy Sơn Đông họp mở rộng truyền đạt quyết định của Ủy ban Trung ương Đảng Cộng sản Trung Quốc về việc điều chỉnh lãnh đạo tỉnh Sơn Đông, công bố quyết định điều chuyển của ông, giữ vị trí Phó Bí thư Tỉnh ủy Sơn Đông, Bí thư Đảng tổ Chính phủ Nhân dân tỉnh Sơn Đông. Cũng trong ngày này, Hội nghị của Ủy ban Thường vụ Đại hội đại biểu Nhân dân tỉnh Sơn Đông khóa XIII đã nhất trí bầu ông làm Phó Tỉnh trưởng Chính phủ Nhân dân tỉnh Sơn Đông, và là Quyền Tỉnh trưởng. Chiều 27 tháng 10, tại kỳ họp thứ sáu của Nhân Đại Sơn Đông khóa XIII, ông được bầu làm Tỉnh trưởng tỉnh Sơn Đông chính thức, trở thành lãnh đạo hành pháp, vị trí thứ hai của Sơn Đông, phối hợp cùng Bí thư Tỉnh ủy Sơn Đông Lý Cán Kiệt. Cuối năm 2022, ông tham gia Đại hội Đảng Cộng sản Trung Quốc lần thứ XX từ đoàn đại biểu Sơn Đông. Trong quá trình bầu cử tại đại hội, ông được bầu là Ủy viên Ủy ban Trung ương Đảng Cộng sản Trung Quốc khóa XX.